# Kings of the Wild Frontier
Kings of the Wild Frontier è il secondo album discografico del gruppo musicale new wave Adam and the Ants, pubblicato nel 1980.

## Il disco
Il disco è stato registrato presso il Rockfield Studios nell'agosto 1980. Oltre al produttore Chris Hughes vi hanno collaborato Marco Pirroni (chitarrista e autore) e Duane Eddy.

## Sample e cover
La base musicale di Jolly Roger è stata utilizzata come sample per il brano Jumpstart Your Electric Heart! di Kevin Max.
L'assolo di chitarra al minuto 1:30 del brano Feed Me to the Lions è tratto dalla colonna sonora del film Lawrence d'Arabia (1962), composta da Maurice Jarre.
Per quanto riguarda le cover, l'EP dei Nine Inch Nails Broken (1992) contiene una versione di Physical (You're So).
L'album 8 Songs dei Cripped Black Phoenix contiene una cover dello stesso brano.

## Tracce
Tracklist versione UK
1. Dog Eat Dog – 3:11
2. Antmusic – 3:37
3. Feed Me to the Lions – 3:03
4. Los Rancheros – 3:30
5. Ants Invasion – 3:19
6. Killer in the Home – 4:22
7. Kings of the Wild Frontier – 3:56
8. The Magnificent Five – 3:07
9. Don't Be Square (Be There) – 3:32
10. Jolly Roger – 2:11
11. Making History – 2:59
12. The Human Beings – 4:32

Tracklist versione USA
1. Dog Eat Dog – 3:07
2. Antmusic – 3:36
3. Los Rancheros – 3:28
4. Feed Me to the Lions – 2:59
5. Press Darlings – 4:12
6. Ants Invasion – 3:20
7. Killer in the Home – 4:19
8. Kings of the Wild Frontier – 3:53
9. The Magnificent Five – 3:05
10. Don't Be Square (Be There) – 3:29
11. Jolly Roger – 2:09
12. Physical (You're So) – 4:26
13. The Human Beings – 4:24

## Formazione
- Adam Ant - voce, chitarra acustica, piano, armonica
- Marco Pirroni - chitarra elettrica
- Kevin Mooney - basso
- Merrick (Chris Hughes) - batteria
- Terry Lee Miall - batteria

## Classifiche
Album
| Classifica (1981)     | Posizione raggiunta |
| --------------------- | ------------------- |
| Official Albums Chart | 1                   |
| Billboard 200         | 44                  |

Singoli
| Anno | Singolo                                      | Classifica             | Posizione raggiunta |
| ---- | -------------------------------------------- | ---------------------- | ------------------- |
| 1980 | Kings of the Wild Frontier                   | Official Singles Chart | 48                  |
| 1980 | Dog Eat Dog                                  | Official Singles Chart | 4                   |
| 1980 | Antmusic                                     | Official Singles Chart | 2                   |
| 1981 | Kings of the Wild Frontier (ripubblicazione) | Official Singles Chart | 2                   |